# Bay of Plenty Rugby Union
Bay of Plenty Rugby Union è l'organo di governo del rugby a 15 nella regione neozelandese di Baia dell'Abbondanza, nell'Isola del Nord. La sua squadra, nota anche come Bay of Plenty Steamers, compete nel campionato nazionale delle province, la Mitre 10 Cup, e la sede dei suoi incontri interni è a Rotorua.
La squadra è tributaria della franchise professionistica degli Chiefs, della regione di Waikato, impegnata nel Super Rugby.

## Storia
La Bay of Plenty Rugby Union ha giocato un ruolo principale nei primi anni di vita del rugby in Nuova Zelanda. Nel 1888-89 i New Zealand Natives, la prima rappresentativa del Paese in tour al di fuori dell'Australasia, incluse nella squadra cinque fratelli Warbrick dal piccolo insediamento di Matata e Dave Gallagher, il capitano dei leggendari All Blacks del 1905, crebbe nella città di Katikati. Fu solo nel 1911 che venne fondata la Federazione di Bay of Plenty, federazione autonoma dalla South Auckland Union della quale faceva parte.

## Palmarès
- National Provincial Championship: 1
1976
- Ranfurly Shield: 1
2004
- Melrose Sevens: 1
1992